# Badia Pavese
Badia Pavese – miejscowość i gmina we Włoszech, w regionie Lombardia, w prowincji Pawia.
Według danych na rok 2004 gminę zamieszkiwały 393 osoby, 78,6 os./km².